# Isle-Saint-Georges
Isle-Saint-Georges is een gemeente in het Franse departement Gironde (regio Nouvelle-Aquitaine) en telt 551 inwoners (2004). De plaats maakt deel uit van het arrondissement Bordeaux.

## Geografie
De oppervlakte van Isle-Saint-Georges bedraagt 4,4 km², de bevolkingsdichtheid is 125,2 inwoners per km².
De onderstaande kaart toont de ligging van Isle-Saint-Georges met de belangrijkste infrastructuur en aangrenzende gemeenten.

## Demografie
Onderstaande figuur toont het verloop van het inwonertal (bron: INSEE-tellingen).